# Дэга
Дэга — остров, расположенный в юго-восточной части озера Тана, в Эфиопии. Находится юго-восточнее расположен остров Дэк. Дэга, состоящий из вулканического конуса высотой около 100 метров, считается святым, и на остров не допускаются ни женщины, ни сельскохозяйственные животные.
Основной достопримечательностью острова является монастырь Дэга-Эстифанос или «Монастырь Святого Стефания». Когда Р. Е. Чизман посетил монастырь 4 марта 1933 года, он обнаружил, что монахи были «самыми жёсткими[уточнить] во всей Абиссинии». Первоначально, церковь была посвящена святому Михаилу, но она была поражена молнией и сожжена и была заменена современной прямоугольной. Р. Е. Чизману был разрешён вход в Иркбет, где хранилось имущество и книги, ему было позволено их исследовать. В задней части церкви погребены останки нескольких императоров в деревянных гробах: Йэкуно Амлак, Давит I, Зэра Яыкоб, За Денгель и Фасиледэс, и Бакаффа.